# Гендер Святого Духа
Грамматический род слова «дух» — женский на иврите (רוּחַ) средний на греческом (πνεῦμα) и мужской на латинском (spiritus). Греческое слово среднего рода πνεῦμα используется в Септуагинте в качестве перевода иврита רוּחַ.
Святой Дух в дальнейшем был приравнен к (грамматически женского рода) Мудрости Божией двумя Отцами Церкви, Феофилом Антиохским (180—181 г.) и Иринеем (202—203 г.). Однако, исторически, большинство теологов отождествляли Мудрость с Логосом.

## Грамматический род
Даже в одном и том же языке иногда есть разница в том, какое слово выбрано для описания Святого Духа. В греческом, слово pneuma грамматически среднего рода, и таким образом, местоимение, относящееся к Святому Духу, также является средним. Однако, когда Святой Дух относится к грамматически мужского рода слову Parakletos «утешитель», местоимение мужское (так как оно относится к Parakletos, а не к pneuma, как, например, в Ин 16:7-8.
Уильям Д. Маунс считает, что в Евангелии от Иоанна, когда Иисус ссылается на Святой Дух в качестве Утешителя (мужской род в греческом), используется грамматически необходимая мужская форма греческого местоимения autos, но когда Иисус говорит о Святом Духе как о Духе, грамматически среднего рода в греческом, используется указательное местоимение ekeinos (мужское). Это нарушение грамматического согласования свидетельствует о намерении автора передать личность Святого Духа. Библеист Дэниэл Бэрд Уоллес, однако, оспаривает утверждение о том, что ekeinos связан с pneuma в Ин 14:26 и 16:13-14, утверждая, что это местоимение принадлежит parakletos. Уоллес заключает, что «трудно найти хоть какой-то текст, в котором πνευμα упоминается грамматически с мужским родом».
В иврите слово Дух (רוח) (ruach) женского рода, (что используется в Танахе, как и слово женского рода шехина, которое указывает на присутствие Бога).
В сирийском языке также грамматически женского рода слово rucha означает «Дух», и писатели на этом языке, как ортодоксальные, так и гностические, использовали материнские образы, говоря о Святом Духе. Этот образ можно найти у богословов IV века Афраата и Ефрема Сирина. Он встречается в более ранних сочинениях сирийского христианства, таких как Оды Соломона и гностические Деяния Фомы нач. III в.
Историк религии Сьюзан Эшбрук Харви считает, что грамматический род имел важное значение для раннего сирийского христианства: «Кажется очевидным, что для сирийцев грамматический намёк — ruah как существительное женского рода — не был полностью беспричинным. Называть Дух „Она“ имело реальный смысл.»

## Дискуссии в основном течении христианства

### Древняя церковь
Для семитских языков, таких как древний сирийский, самая ранняя литургическая традиция и устоявшееся гендерное использование для обозначения Святого Духа является женским.
Сирийский язык, который был широко распространён около 300 г. н. э., происходит от арамейского. В документах, составленных на сирийском языке ранней миафизитской церковью (которая позже стала Сиро-яковитской православной церковью), женский род слова, обозначающего Дух, породил теологию, в которой Святой Дух считался женским.

### Недавние дискуссии
Некоторые недавние авторы (с 1980-х годов по настоящее время), сохраняя упоминания о Отце и Сыне в мужском роде, использовали женский род для Святого Духа. К этим авторам относятся Кларк Пиннок, Томас Фингер, Юрген Мольтман, Ив Конгар, Джон О’Доннел, Дональд Гельпи и Р. П. Неттельгорст.
Гордон Фи в своей книге Discovering Biblical Equality утверждает, что взгляд на Бога в мужских терминах — это просто способ, которым мы говорим о Боге образным языком. Автор повторяет, что Бог есть дух и что Библия представляет Бога через персонификацию и антропоморфизм, который отражает только подобие Богу.
Существует несколько христианских церквей (см. ниже), которые учат, что гендер Святого Духа является женским, основываясь на том факте, что как существительные женского рода, так и глаголы, а также женские аналогии, которые, как предполагается, были использованы в Библии для описания Духа Божьего в таких отрывках, как Быт.1:1-2, Быт 2:7, Втор. 32:11-12, Притч. 1:20, Мт. 11:19, Лк. 3:22 и Ин. 3:5-6. Они основаны на грамматическом роде существительных и глаголов, использовавшихся первоначальными авторами для обозначения Духа, а также на материнских аналогиях, используемых пророками и Иисусом для обозначения Духа в языках оригинала Библии.
Есть библейские переводы, где местоимение, используемое для обозначения Святого Духа, является мужским, в отличие от рода существительного, используемого для обозначения духа на иврите и арамейском языках. В арамейском языке, на котором, как считается, говорил Иисус, это слово женского рода. Однако, в греческом это слово (pneuma) среднего рода.

## Женский гендер в других христианских группах

### Святые последних дней
В Церкви Иисуса Христа Святых последних дней гендер рассматривается «как важнейшая характеристика вечной идентичности и цели». Церковь СПД считает, что до того, как мы жили на Земле, мы существовали духовно, имея духовное тело и определённый гендер, и что у Святого Духа было такое же тело, но он стал одним из трёх Божественных Существ (состоящих из Бога, или Небесного Отца, Иисуса Христа и Святого Духа).

### Ветвь Давидова
Некоторые небольшие христианские группы считают гендер Святого Духа женским, исходя из их понимания того, что слово на иврите, обозначающее Дух, ruach, может быть и женского и мужского рода. Их взгляды проистекают из скептицизма по отношению к первенству Греции в Новом Завете. Наиболее известными среди этих групп и наиболее активными по этому поводу являются Давидяне адвентисты седьмого дня.
В 1977 году один из их лидеров, Лоис Роден, начала официально учить, что женский Святой Дух — это небесный образец женщины. В своих многочисленных исследованиях и выступлениях она цитировала многочисленных учёных и исследователей из иудейских, христианских и других источников.
Они считают, что единство Бога означает «семейное» единство между мужчиной и женщиной, и такое единство не наблюдается ни в каком другом изображении Божества различными нееврейскими народами. Таким образом, имея Отца и Мать на небесах, они считают, что Библия показывает, что у этих Родителей был Сын, рождённый им до сотворения мира, Которым все было создано.

### Мессианский иудаизм
Всемирные синагоги Б’най Иешуа, мессианская группа, возглавляемая раввином Моше Конюховским, придерживается женских взглядов на Святой Дух.Мессианский иудаизм считается большинством христиан и иудеев формой христианства. Есть и другие независимые мессианские группы с похожими учениями.

### Моравские братья
В литургии, молитвах и доктринах Святому Духу как Матери было уделено много внимания среди Моравских Братьев, примером чего является особенно граф Цинцендорф.

## В искусстве
В христианской иконографии Святой Дух чаще всего изображается в виде голубя. Существует также гораздо менее распространённая традиция изображения Святого Духа в человеческом обличье, обычно в мужском облике. Так, «Троица» Андрея Рублёва представляет Троицу как «трёх мужчин», посетивших Авраама у дуба Мамре, что часто считается богоявлением Троицы. Однако по крайней мере на одной средневековой фреске церкви Святого Иакова (Уршаллинг, Бавария) Святой Дух изображён в женском виде.